# Phoenicagrion paulsoni
Phoenicagrion paulsoni – gatunek ważki z rodziny łątkowatych (Coenagrionidae). Stwierdzony na dwóch stanowiskach w Amazonii – w regionie Loreto w północnym Peru i prowincji Orellana w północno-wschodnim Ekwadorze.
Gatunek ten opisała w 2008 roku Natalia von Ellenrieder w oparciu o 3 samce i samicę odłowione w peruwiańskim departamencie Loreto. Holotyp (samiec) został odłowiony w marcu 2004 roku nad rzeką Napo. Autorka zaliczyła gatunek do nowo opisanego przez siebie rodzaju Phoenicagrion. Epitet gatunkowy upamiętnia entomologa Dennisa Paulsona, przyjaciela autorki.